# Beer for My Horses
Beer for My Horses ist eine US-amerikanische Filmkomödie aus dem Jahr 2008. Regie führte Michael Salomon, das Drehbuch schrieben Rodney Carrington und Toby Keith.

## Handlung
Bill Racklin ist stellvertretender Sheriff in einer Kleinstadt in Oklahoma. Er nimmt den mexikanischen Drogenbaron Tito Garza fest. Daraufhin lässt Garzas Bruder Racklins Freundin Annie entführen, um den Drogenhändler freizupressen. Racklin, sein Kollege Lonnie Freeman sowie Skunk Tarver reisen nach Mexiko, um Annie zu befreien.

## Kritiken
Joe Leydon spottete in der Zeitschrift Variety vom 8. August 2008, der Film biete „Techtelmechtel für Proleten“ („redneck romp“) im Stil der 1970er Jahre für Leute, die die „komplexe Erzählstruktur“ von Ein Duke kommt selten allein intellektuell überfordert habe. Toby Keith habe als Drehbuchautor und Produzent mehr Ehrgeiz als Fähigkeit erwiesen; als Darsteller wirke er „farblos“.
Olaf Schneekloth zog nach seiner Film-Besprechung auf CountryMusicNews.de das Fazit: „Jedes besoffene Pferd ist unterhaltsamer als Toby Keiths dumpfes Machogehabe.“
Auf Rotten Tomatoes hat der Film eine positive Bewertung von 0 %. Roger Ebert schrieb, Toby Keith würde mit der Illusion leben, dass jeder schauspielern könne.

## Hintergründe
Der Film wurde in Las Vegas und an verschiedenen Orten in New Mexico gedreht. Er startete in den Kinos der USA am 8. August 2008 und spielte dort ca. 638.000 US-Dollar ein-bei 24 Millionen Dollar Produktionskosten.